# România literară (folyóirat, 1855)
A România literară romániai irodalmi folyóirat. Vasile Alecsandri vezetésével indult 1855-ben, és 1855. január 1-jétől (Gergely-naptár szerint január 13) 1855. december 3-ig jelent meg hetente egyszer. A Dacia literară és a Propășirea utáni időszakban egyike a legfontosabb román irodalmi lapoknak, amely azonban sokkal színvonalasabb anyagokat közölt elődeinél. Kiállt a román fejedelemségek egyesülése, a nemzeti és társadalmi szabadság mellett.
Vasile Alecsandri már 1852-ben foglalkozott a lap alapításának gondolatával, és az első számot ki is nyomatta, de a cenzúra megtiltotta a terjesztését a Răzvan Vodă című cikk miatt, amelyet a havasalföldi uralkodó, Barbu Știrbei elleni pamfletnek tekintettek.
Jelentős szerzői Vasile Alecsandri, Costache Negruzzi, Nicolae Bălcescu, Dimitrie Bolintineanu, Alecu Russo, Mihai Kogâlniceanu, Costache Negri, Alexandru Odobescu, V. A. Urechia, Ioan Alexandru Cantacuzino, Gheorghe Sion, Nicolae Istrati, Gheorghe Creţeanu, Radu Ionescu voltak.
Mellékletében az Alecsandri által gyűjtött népdalok jelentek meg.

## Forrás
- Dicționar de literatură română. Coord. Dim. Păcurariu. București: Univers. 1979.   340–341. o.